# Sasha Sokol
Sasha Marianne Sökol Culliery (Cidade do México, 17 de junho de 1970) é uma atriz e cantora mexicana.

## Biografia
Sasha Sökol é filha de Miguel Sökol e Magdalena Culliery. Ainda criança os pais de Sasha se divorciaram. Sasha começou sua vida estudantil no conceituado colégio mexicano "Colégio Peterson". Mais tarde ela estudaria no CEA (Centro de Educação Artística ) uma das mais conceituadas instituições educacionais da América Latina, cujo proprietário é a Televisa.

## Curiosidades
Em 2005, Sasha foi a vencedora da quarta edição mexicana do Big Brother VIP. O programa marcou também a sua volta a Televisa e um dueto com Grupo musical Revólver.

## Timbiriche
No começo dos anos "80" o produtor musical da "Televisa", Luis de Llano Macedo estava tentando criar um grupo infantil, nos mesmos moldes do grupo espanhol "Parchís" que estava fazendo muito sucesso na época. Em 1981 depois de muitos testes, Sasha foi uma das selecionadas que fariam parte da então banda Timbiriche nome que algum tempo depois ficaria apenas como Timbiriche. Durante sua passagem no Timbiriche, Sansha participou de 7 discos e no ano 1985, Sasha interpretou a personagem "Sandy" no músical "Vaselina", uma versão em espanhol do filme "Grease". Para a surpresa de todos em 1986 Sasha, já adolescente, decide deixar  o "Timbiriche" para se dedicar aos estudos e  a sua carreira solo.

## Carreira Solo
Em 1987 Sasha estreou sua carreira solo, com o seu primeiro álbum intitulado "Sasha". As músicas Me Extraña Nada, Rueda Mi Mente, Guerra Total, y La Leyenda, fizeram tanto sucesso que o seu primeiro disco solo chegou a incrível marca de 1 milhão de discos vendidos no México. Esse álbun entrou para lista dos mais vendidos do ano 1987. Nessa mesma época Sasha ganhou o apelido de: "La Dama de Negro"(A Dama de Preto), apelido dado porque, Sasha sempre se apresentava com roupas pretas na época.
Depois do seu primeiro e bem sucedido disco de estreia, em 1988, Sasha lança o seu segundo álbum "Diamante", o nome do disco é uma referência ao disco de diamante que ela ganhou com vendagem de 1 milhão de discos do seu álbum anterior. Em 1989, Sasha participou do seriado "Tres Generaciones(Três Gerações) com atores mexicanos consagrados como, Carmen Montejo e Angélica María. No mesmo ano é lançado o seu terceiro disco "Trampas de Luz". Em 1991, Sasha lança seu quarto álbum "Siento" que tem a participação de Ricky Martin, na música "Todos Mis Caminos Van a Ti". Nesse mesmo ano Sasha participa da novela "Alcanzar una estrella II" no qual ela interpreta o personagem "Jessica" uma integrante de um grupo pop chamado "Muñecos de Papel" cujo um dos integrantes era Erik Rubín(ex Timbiriche) e o outro era o Ricky Martin. O sucesso da novela e do grupo fictício foi tão grande que eles gravaram dois álbuns e saíram em turnê pelas principais cidades do México.
Por problemas particulares sérios, do ano 1993 á 1996 Sasha se afastou do meio artístico, voltando apenas em 1997 para o lançamento do seu álbum intitulado "11:11". A partir desse álbum Sasha, acrescentou a o seu nome artístico o seu sobre nome "Sokol". O ano de 1998 não foi nada fácil para Sasha, sua turnê do álbum "11:11" foi interrompida devido a problemas de saúde de sua mãe, que faleceria no mesmo ano. Nesse mesmo ano Sasha se reencontra seus ex colegas de "Timbiriche"  para o lançamento do álbum duplo "El Concierto". Depois de uma  turnê bem sucedida com seus colegas de Timbiriche, Sasha novamente da um tempo em sua carreira de cantora, voltando apenas em 2004 para o lançamento do seu álbum "Por Un Amor".
Em 2005, Sasha voltaria as machetes, com a sua participação no reality show "Big Brother VIP", um Big Brother apenas com celebridades, que no final do programa Sasha se consagraria  como a grande vencedora do programa.
Em 2007 os membros originais do Timbiriche, Alix Bauer, Benny Ibarra, Diego Schoening, Mariana Garza e Sasha Sokol (Paulina Rubio não participou) se reuniram novamente para a comemoração dos 25 anos do grupo e também do lançamento do disco "Timbiriche 25". Nesse mesmo ano Sasha participou como jurada do reality show "Buscando a Timbiriche, la nueva banda", o reality show teve como objeto encontrar os novos integrantes da nova banda Timbiriche.

## Discografia

### Com o "Timbiriche"
| Ano  | Título                       |
| ---- | ---------------------------- |
| 1982 | Timbiriche                   |
| 1982 | La Banda Timbirich           |
| 1983 | En concierto                 |
| 1983 | "Disco Ruido"                |
| 1983 | Que No Acabe Navidad         |
| 1984 | Vaselina                     |
| 1985 | Timbiriche Rock Show         |
| 1989 | Los Clasicos de Timbiriche   |
| 1998 | Timbiriche: El concierto     |
| 2007 | Timbiriche 25                |
| 2007 | Somos Timbiriche: 25 en vivo |
| 2008 | Timbiriche: Vivo en Vivo     |

### Carreira "Solo"
| Ano  | Título            |
| ---- | ----------------- |
| 1987 | Sasha             |
| 1988 | Diamante          |
| 1989 | Trampas de Luz    |
| 1992 | "Amor Sin Tiempo" |
| 1997 | "11:11"           |
| 2004 | "Por Un Amor"     |

### Coletâneas
| Ano  | Título                             |
| ---- | ---------------------------------- |
| 1990 | La Coleccion                       |
| 1991 | Sus Exitos                         |
| 1994 | Personalidad                       |
| 1995 | No Me Extraña Nada: Linea de Oro   |
| 1997 | Cara a Cara                        |
| 2002 | Lo Mejor de Sasha                  |
| 2004 | Solamente Sasha: Sus Exitos        |
| 2006 | Combo de Exitos: Somos la Historia |
| 2009 | Tiempo Amarillo                    |

### Com os "Muñecos de Papel"
| Ano  | Título                   |
| ---- | ------------------------ |
| 1991 | Muñecos De Papel         |
| 1991 | Alcanzar Una Estrella II |

## Novelas
| Ano  | Título                     |
| ---- | -------------------------- |
| 1991 | "Alcanzar una estrella II" |
| 1995 | "El Premio Mayor"          |
| 1999 | La Vida en el Espejo       |
| 2002 | A flor de piel             |